# Taça da Liga de Andebol Masculino

## Vencedores da Taça da Liga
| Época     |            | Final     | Final             | Final |
| Época     | Vencedor   | Resultado | Finalista-Vencido |       |
| --------- | ---------- | --------- | ----------------- | ----- |
| 2008/2009 | SL Benfica | 29 - 25   | Sporting CP       |       |
| 2007/2008 | FC Porto   | 23 - 18   | Sporting CP       |       |
| 2006/2007 | SL Benfica | 33 - 23   | Águas Santas      |       |
| 2005/2006 | Belenenses | 25 - 24   | Águas Santas      |       |
| 2004/2005 | FC Porto   |           | ABC Braga         |       |
| 2003/2004 | FC Porto   | 31-28     | Sporting CP       |       |

## Títulos por Clube
- FC Porto - 3
- SL Benfica - 2
- Belenenses - 1